# Убіквітин

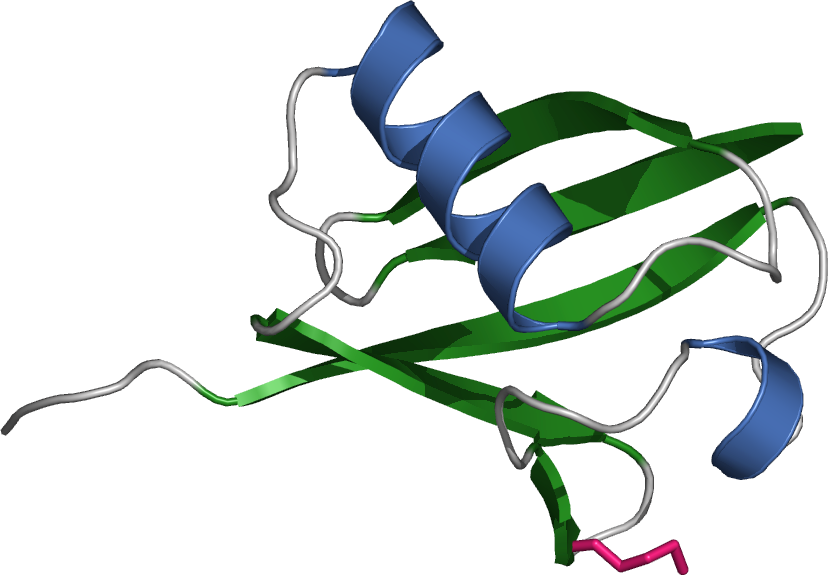
Стрічкова репрезентація убіквітину.

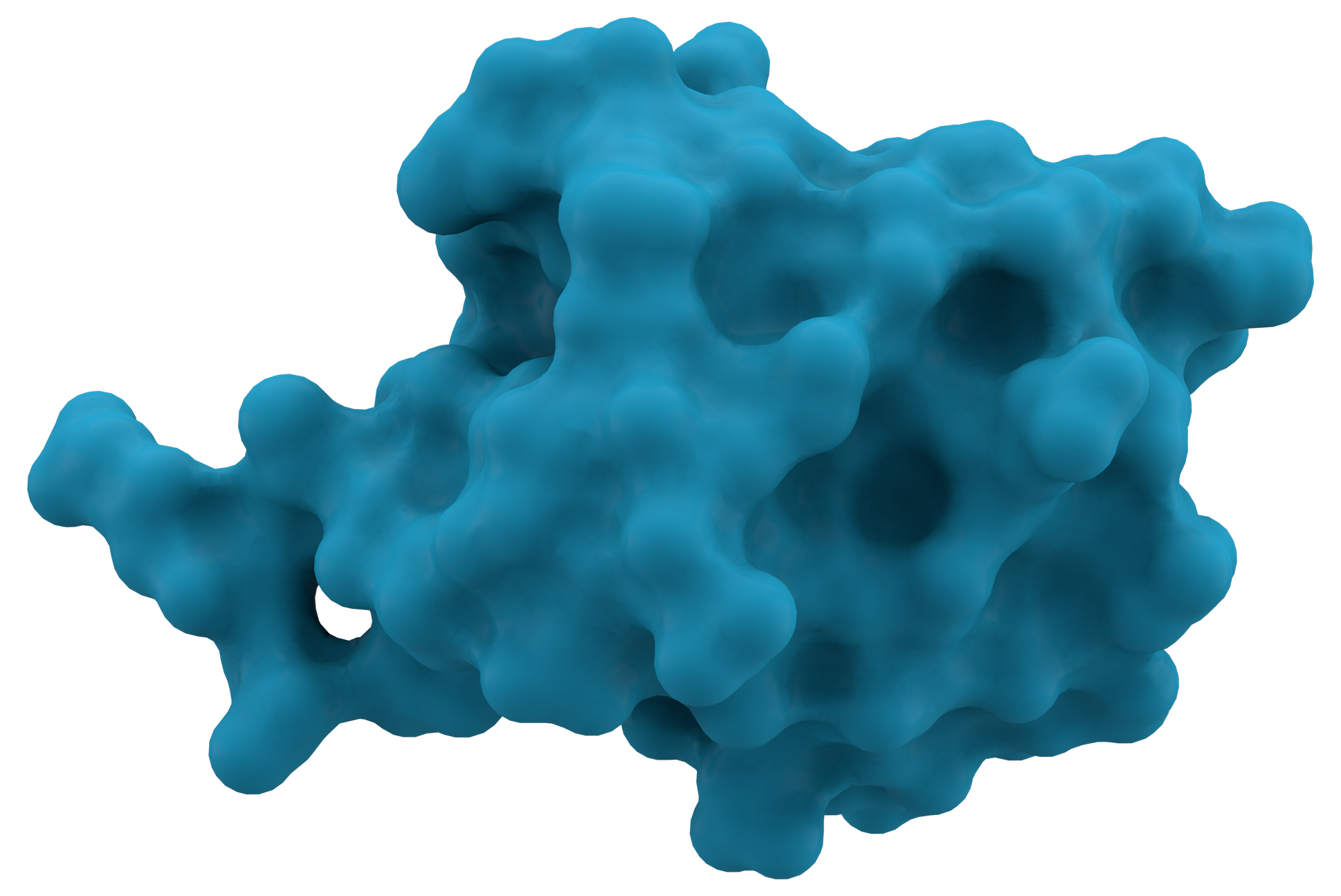
Просторова репрезентація убіквітину.

Убіквітин (від англ. ubiquitous — «присутній всюди») — висококонсервативний малий регуляторний білок, що у великій кількості присутній у всіх клітинах еукаріотів. Цей білок здатний формувати ковалентні зв'язки з іншими білками, де полімерізується з утворенням ізопептидних зв'язків у вигляді груп з кількох молекул убіквітину. Цей процес називається убіквітинуванням і є формою посттрансляційної модифікації білків. Головною ціллю убіквітинювання є направлення білків до протеасоми для деградації, хоча крім того, убіквітинювання контролює функцію та внутрішньоклітинну локалізацію багатьох білків.